# Тріфешть (комуна, Ясси)
Тріфешть, Тріфешті (рум. Trifești) — комуна у повіті Ясси в Румунії. До складу комуни входять такі села (дані про населення за 2002 рік):
- Владоміра (260 осіб)
- Заболотень (679 осіб)
- Тріфешть (1764 особи)
- Хермезіу (959 осіб)

Комуна розташована на відстані 353 км на північ від Бухареста, 34 км на північ від Ясс.

## Населення
За даними перепису населення 2002 року у комуні проживали 5200 осіб.
Національний склад населення комуни:
| Національність | Кількість осіб | Відсоток |
| -------------- | -------------- | -------- |
| румуни         | 5163           | 99,3%    |
| цигани         | 37             | 0,7%     |

Рідною мовою назвали:
| Мова      | Кількість осіб | Відсоток |
| --------- | -------------- | -------- |
| румунська | 5199           | > 99,9%  |
| циганська | 1              | < 0,1%   |

Склад населення комуни за віросповіданням:
| Релігія       | Кількість осіб | Відсоток |
| ------------- | -------------- | -------- |
| православні   | 5193           | 99,9%    |
| п'ятдесятники | 7              | 0,1%     |

## Зовнішні посилання
- Дані про комуну Тріфешть на сайті Ghidul Primăriilor